# Liste der Eisenbahnlinien im Rhein-Main-Verkehrsverbund
Der Rhein-Main-Verkehrsverbund hat seinen regionalen Bahnlinien im Schienenpersonennahverkehr (SPNV) eindeutige Nummern gegeben. Diese sind für die S-Bahn einstellig und erhalten das Kürzel „S“ vorangestellt, während die übrigen Linien meist zweistellige Nummern haben, denen die Zuggattung (Regionalbahn (RB) oder Regional-Express (RE)) vorangestellt ist. Die Linien sind (in Lastrichtung für Pendler) überwiegend auf Frankfurt am Main als Metropole des Rhein-Main-Gebietes ausgerichtet; es bestehen aber auch eine Reihe von Verbindungen zwischen den anderen größeren Städten des Verbundgebietes. Der Nachfrage und Infrastruktur entsprechend reichen – mit Ausnahme der S-Bahn – viele Linien auch über den Verbundraum hinaus.
Zum Stadt-Express (SE) ist anzumerken, dass die Deutsche Bahn dieses Produkt schon länger nicht mehr anbietet, der Rhein-Main-Verkehrsverbund es aber unverändert bis 10. Dezember 2016 weiter bestellte. Bahnbetrieblich wurden diese Fahrten in der Regel als Regionalbahn, bisweilen auch als Regional-Express, geführt. Seit 11. Dezember 2016 verwendet der RMV die Zuggattung SE nicht mehr.

## SPNV-Linien im Rhein-Main-Verkehrsverbund
Linien oder -abschnitte außerhalb des RMV sind kleiner dargestellt, teilweise aber im Rahmen von Übergangstarifen auch mit RMV-Fahrscheinen erreichbar.
| Linie                           | Linienname / Strecke Ausschreibungsnetz | Linienweg | Linienweg | Takt                                                                                                  | KBS           | Betreiber                          | Fahrzeuge im Regelbetrieb |
| ------------------------------- | --- | --- | --- | --- | ------------- | ---------------------------------- | --- |
| RE 2                            | Mainbahn, Linke Rheinstrecke Rhein-Main-Nahe-Netz | Frankfurt Hbf – Frankfurt Flughafen Regionalbahnhof – Rüsselsheim – Mainz Hbf – Bingen (Rhein) Hbf – Boppard Hbf – Koblenz Hbf                                                                      | Frankfurt Hbf – Frankfurt Flughafen Regionalbahnhof – Rüsselsheim – Mainz Hbf – Bingen (Rhein) Hbf – Boppard Hbf – Koblenz Hbf                                                                      | 120 min                                                                                               | 471           | DB Regio Mitte                     | Stadler Flirt 3 (429.1) |
| RE 2                            | Mainbahn, Linke Rheinstrecke Rhein-Main-Nahe-Netz | Frankfurt Hbf – Frankfurt Flughafen Regionalbahnhof – Rüsselsheim – Mainz Hbf – Bingen (Rhein) Hbf – Boppard Hbf – Koblenz Hbf                                                                      | Frankfurt Hbf – Frankfurt Flughafen Regionalbahnhof – Rüsselsheim – Mainz Hbf – Bingen (Rhein) Hbf – Boppard Hbf – Koblenz Hbf                                                                      | 120 min                                                                                               | 471           | Vlexx (2 Zugpaare)                 | Alstom Coradia LINT 81 (620) Alstom Coradia LINT 54 (622)                                                                        |
| RE 3                            | Mainbahn, Nahetalbahn Dieselnetz Südwest | Frankfurt Hbf – Frankfurt Flughafen Regionalbahnhof – Rüsselsheim – Mainz Hbf – Bad Kreuznach – Kirn – Idar-Oberstein – Türkismühle – Saarbrücken Hbf                                               | Frankfurt Hbf – Frankfurt Flughafen Regionalbahnhof – Rüsselsheim – Mainz Hbf – Bad Kreuznach – Kirn – Idar-Oberstein – Türkismühle – Saarbrücken Hbf                                               | 060 min (Mainz–Saarbrücken) 120 min (Frankfurt–Mainz)                                                 | 471, 680      | Vlexx                              | Alstom Coradia LINT 81 (620) Alstom Coradia LINT 54 (622)                                                                        |
| RE 4                            | Bahnstrecke Mannheim–Rastatt, Bruhrainbahn, Bahnstrecke Schifferstadt–Wörth, Pfälzische Ludwigsbahn, Bahnstrecke Mainz–Mannheim, Taunus-Eisenbahn SÜWEX | Karlsruhe – Ludwigshafen (Rhein) – Frankenthal – Worms – Mainz Hbf – Hochheim – Frankfurt-Höchst – Frankfurt Hbf                                                                                    | Karlsruhe – Ludwigshafen (Rhein) – Frankenthal – Worms – Mainz Hbf – Hochheim – Frankfurt-Höchst – Frankfurt Hbf                                                                                    | 120 min                                                                                               | 659, 660      | DB Regio Mitte                     | Stadler Flirt (429) |
| RE 5 (RMV)                      | Kinzigtalbahn, Fuldatalbahn Kinzigtal-Netz | Frankfurt Hbf – Frankfurt Süd – Hanau Hbf – Fulda – Bad Hersfeld – Bebra | Frankfurt Hbf – Frankfurt Süd – Hanau Hbf – Fulda – Bad Hersfeld – Bebra | 4 Zugpaare                                                                                            | 640, 615      | DB Regio Mitte                     | Bombardier Traxx P1160 AC2 (146.3) + Doppelstockwagen Siemens Vectron (Beacon Rail 193) + Doppelstockwagen                       |
| RE 5 (NVV)                      | Fuldatalbahn, Friedrich-Wilhelms-Nordbahn Nordost-Hessen-Netz                                                                                           | Bad Hersfeld – Bebra – Melsungen – Kassel Hbf | Bad Hersfeld – Bebra – Melsungen – Kassel Hbf | 60 min                                                                                                | 610           | Cantus                             | Stadler Flirt (427/428) Bombardier Talent 2 (442)                                                                                |
| RB 5 (bis 2016: RB 51)          | Fuldatalbahn, Friedrich-Wilhelms-Nordbahn Nordost-Hessen-Netz                                                                                           | Fulda – Hünfeld – Burghaun – Bad Hersfeld – Bebra – Melsungen – Kassel Hbf | Fulda – Hünfeld – Burghaun – Bad Hersfeld – Bebra – Melsungen – Kassel Hbf | 60 min                                                                                                | 610           | Cantus                             | Stadler Flirt (427/428) Bombardier Talent 2 (442)                                                                                |
| RE 9                            | Rechte Rheinstrecke, Taunus-Eisenbahn Rheingau-Netz | Eltville – Niederwalluf – Wiesbaden-Schierstein – Wiesbaden-Biebrich – Mainz-Kastel – Frankfurt-Höchst – Frankfurt Hbf                                                                              | Eltville – Niederwalluf – Wiesbaden-Schierstein – Wiesbaden-Biebrich – Mainz-Kastel – Frankfurt-Höchst – Frankfurt Hbf                                                                              | 6 Zugpaare                                                                                            | 466           | HLB                                | Alstom Coradia Continental (1440)                                                                                                |
| RB 10 (bis 2016: SE 10)         | Taunus-Eisenbahn, Rechte Rheinstrecke Rheingau-Netz | Frankfurt Hbf – Frankfurt-Höchst – Mainz-Kastel – Wiesbaden Hbf – Eltville – Rüdesheim (Rhein) – Assmannshausen – Lorch – Lorchhausen – Kaub – Koblenz Hbf – Neuwied                                | Frankfurt Hbf – Frankfurt-Höchst – Mainz-Kastel – Wiesbaden Hbf – Eltville – Rüdesheim (Rhein) – Assmannshausen – Lorch – Lorchhausen – Kaub – Koblenz Hbf – Neuwied                                | 30 min (Frankfurt–Assmannshausen) 60 min (Assmannshausen–Neuwied)                                     | 466           | VIAS                               | Stadler Flirt (427/428) |
| RB 12 (bis 2016: SE 12)         | Königsteiner Bahn Taunus-Netz | Frankfurt Hbf – Frankfurt-Höchst – Liederbach – Kelkheim (Taunus) – Königstein im Taunus | Frankfurt Hbf – Frankfurt-Höchst – Liederbach – Kelkheim (Taunus) – Königstein im Taunus | 30 min                                                                                                | 646           | Regionalverkehre Start Deutschland | Alstom Coradia iLINT |
| RE 13                           | (Mainbahn), Bahnstrecke Alzey–Mainz, Donnersbergbahn Dieselnetz Südwest                                                                                 | (Frankfurt Hbf – Frankfurt Flughafen Regionalbahnhof – Rüsselsheim –) Mainz Hbf – Alzey – Kirchheimbolanden                                                                                         | (Frankfurt Hbf – Frankfurt Flughafen Regionalbahnhof – Rüsselsheim –) Mainz Hbf – Alzey – Kirchheimbolanden                                                                                         | 60 min                                                                                                | 471, 661      | Vlexx                              | Alstom Coradia LINT 81 (620) Alstom Coradia LINT 54 (622)                                                                        |
| RE 14                           | Bahnstrecke Mainz–Mannheim, Taunus-Eisenbahn SÜWEX | Mannheim Hbf – Ludwigshafen (Rhein) – Frankenthal – Worms – Mainz Hbf – Hochheim – Frankfurt-Höchst – Frankfurt Hbf                                                                                 | Mannheim Hbf – Ludwigshafen (Rhein) – Frankenthal – Worms – Mainz Hbf – Hochheim – Frankfurt-Höchst – Frankfurt Hbf                                                                                 | 120 min                                                                                               | 660           | DB Regio Mitte                     | Stadler Flirt (429) Baureihe 425                                                                                                 |
| RB 15 (bis 2016: RB/SE 15)      | Taunusbahn Taunus-Netz | (Frankfurt Hbf –) Bad Homburg – Friedrichsdorf – Usingen – Grävenwiesbach – Brandoberndorf | (Frankfurt Hbf –) Bad Homburg – Friedrichsdorf – Usingen – Grävenwiesbach – Brandoberndorf | 60 min (Bad Homburg–Brandoberndorf) 3 Zugpaare (Frankfurt–Bad Homburg)                                | 637           | Regionalverkehre Start Deutschland | Alstom Coradia iLint |
| RB 16                           | Bahnstrecke Friedberg–Friedrichsdorf Netz Wetterau West-Ost                                                                                             | Friedrichsdorf – Rosbach v d Höhe – Friedberg (Hess) | Friedrichsdorf – Rosbach v d Höhe – Friedberg (Hess) | 60 min                                                                                                | 636           | Regionalverkehre Start Deutschland | Alstom Coradia iLint |
| RE 20                           | Main-Lahn-Bahn Netz Taunusstrecke | Frankfurt Hbf – Frankfurt-Höchst – Niedernhausen – Limburg an der Lahn | Frankfurt Hbf – Frankfurt-Höchst – Niedernhausen – Limburg an der Lahn | 60 min                                                                                                | 627           | DB Regio Mitte                     | Baureihe 146.1 + 3–5 Doppelstockwagen Baureihe 114 + 3–5 Doppelstockwagen                                                        |
| RB 21                           | Ländchesbahn (, Main-Lahn-Bahn) Taunus-Netz | Wiesbaden Hbf – Niedernhausen (– Limburg an der Lahn) | Wiesbaden Hbf – Niedernhausen (– Limburg an der Lahn) | 30 min (Wiesbaden–Niedernhausen) 3 Zugpaare (Niedernhausen–Limburg)                                   | 627           | HLB                                | Alstom Coradia Lint 41 (648) |
| RB 22 (bis 2016: SE 20)         | Main-Lahn-Bahn Netz Taunusstrecke | Frankfurt Hbf – Frankfurt-Höchst – Niedernhausen – Limburg an der Lahn | Frankfurt Hbf – Frankfurt-Höchst – Niedernhausen – Limburg an der Lahn | 60 min                                                                                                | 627           | DB Regio Mitte                     | Baureihe 143 + 3–5 Doppelstockwagen                                                                                              |
| RB 23                           | Lahntalbahn, Linke Rheinstrecke, Eifelquerbahn Dieselnetz Eifel-Westerwald-Sieg                                                                         | Limburg an der Lahn – Diez – Bad Ems – Koblenz Hbf – Andernach – Mayen Ost | Limburg an der Lahn – Diez – Bad Ems – Koblenz Hbf – Andernach – Mayen Ost | 60 min                                                                                                | 625           | DB Regio Mitte                     | Bombardier Talent (643) Alstom Coradia LINT 27 (640) Alstom Coradia LINT 41 (648)                                                |
| RE 24                           | Lahntalbahn Netz Lahntal-/Vogelsberg-/Rhönbahn | Gießen – Wetzlar – Weilburg – Limburg an der Lahn | Gießen – Wetzlar – Weilburg – Limburg an der Lahn | 120 min                                                                                               | 625           | HLB                                | Alstom Coradia LINT 41 (648, 2648)                                                                                               |
| RE 25                           | Lahntalbahn Dieselnetz Eifel-Westerwald-Sieg | Gießen – Wetzlar – Weilburg – Limburg an der Lahn – Diez – Bad Ems – Koblenz Hbf | Gießen – Wetzlar – Weilburg – Limburg an der Lahn – Diez – Bad Ems – Koblenz Hbf | 120 min                                                                                               | 625           | DB Regio Mitte                     | Bombardier Talent (643) Alstom Coradia LINT 27 (640) Alstom Coradia LINT 41 (648)                                                |
| RB 26 (bis 2016: MRB 26/MRB 32) | MittelrheinBahn | Köln – Bonn Hbf – Remagen – Andernach – Koblenz Hbf – Boppard Hbf – Bingen (Rhein) Hbf – Ingelheim – Mainz-Mombach – Mainz Hbf                                                                      | Köln – Bonn Hbf – Remagen – Andernach – Koblenz Hbf – Boppard Hbf – Bingen (Rhein) Hbf – Ingelheim – Mainz-Mombach – Mainz Hbf                                                                      | 30 min (Bingen–Mainz) 60 min (Köln–Bingen)                                                            | 471           | trans regio                        | Siemens Desiro ML (460) Siemens Mireo (463) (nur zwischen Koblenz und Mainz)                                                     |
| RB 29                           | Unterwesterwaldbahn Dieselnetz Eifel-Westerwald-Sieg | Limburg an der Lahn – Staffel – Elz Süd – Montabaur – Siershahn | Limburg an der Lahn – Staffel – Elz Süd – Montabaur – Siershahn | 60 min                                                                                                | 629           | HLB                                | Alstom Coradia LINT 27 (640) Alstom Coradia LINT 41 (648)                                                                        |
| RE 30                           | Main-Weser-Bahn Main-Weser-Netz | Frankfurt Hbf – Friedberg (Hess) – Gießen – Marburg (Lahn) – Kirchhain – Stadtallendorf – Neustadt (Hessen) – Treysa – Wabern – Kassel Hbf                                                          | Frankfurt Hbf – Friedberg (Hess) – Gießen – Marburg (Lahn) – Kirchhain – Stadtallendorf – Neustadt (Hessen) – Treysa – Wabern – Kassel Hbf                                                          | 120 min                                                                                               | 630, 620      | DB Regio Mitte                     | Baureihe 114 + 6–7 Doppelstockwagen Bombardier Traxx 2 (146.3) + 6–7 Doppelstockwagen                                            |
| RB 31                           | (Mainbahn), Bahnstrecke Alzey–Mainz, Donnersbergbahn Dieselnetz Südwest                                                                                 | (Frankfurt Hbf – Frankfurt Flughafen Regionalbahnhof – Rüsselsheim –) Mainz Hbf – Mainz-Marienborn – Alzey – Kirchheimbolanden                                                                      | (Frankfurt Hbf – Frankfurt Flughafen Regionalbahnhof – Rüsselsheim –) Mainz Hbf – Mainz-Marienborn – Alzey – Kirchheimbolanden                                                                      | 60 min (Mainz–Kirchheimbolanden) 1 Zugpaar (Frankfurt–Mainz)                                          | 471, 661      | Vlexx                              | Alstom Coradia LINT 81 (620) Alstom Coradia LINT 54 (622)                                                                        |
| RB 33                           | Nahetalbahn Dieselnetz Südwest | Mainz Hbf – Mainz-Mombach – Bad Kreuznach – Kirn – Idar-Oberstein - Neubrücke (Nahe) | Mainz Hbf – Mainz-Mombach – Bad Kreuznach – Kirn – Idar-Oberstein - Neubrücke (Nahe) | 60 min                                                                                                | 680           | Vlexx                              | Alstom Coradia LINT 81 (620) Alstom Coradia LINT 54 (622)                                                                        |
| RB 34 (bis 2016: RE/RB 34)      | Niddertalbahn Niddertal-Netz | Frankfurt Hbf – Bad Vilbel – Nidderau – Glauburg-Stockheim | Frankfurt Hbf – Bad Vilbel – Nidderau – Glauburg-Stockheim | 30/60 min                                                                                             | 634           | DB Regio Mitte                     | Siemens Desiro Classic (642) Bombardier Traxx P160 DE ME (245) + 4-5 Doppelstockwagen                                            |
| RB 37                           | Mittelhessen-Express Mittelhessen-Netz | Frankfurt Hbf – Friedberg (Hess) – Butzbach – Gießen | Frankfurt Hbf – Friedberg (Hess) – Butzbach – Gießen | 240 min 30/120 min (Friedberg–Gießen wochentags)                                                      | 630           | HLB                                | Alstom Coradia Continental (1440)                                                                                                |
| RB 40 (bis 2016: SE 40)         | Mittelhessen-Express Mittelhessen-Netz | Frankfurt Hbf – Friedberg (Hess) – Butzbach – Gießen (Zugteilung) | – Wetzlar – Herborn – Dillenburg | 60 min                                                                                                | 630, 445      | HLB                                | Alstom Coradia Continental (1440) (bis Gießen gemeinsam mit RB 41)                                                               |
| RB 41 (bis 2016: SE 30)         | Mittelhessen-Express Mittelhessen-Netz | Frankfurt Hbf – Friedberg (Hess) – Butzbach – Gießen (Zugteilung) | – Marburg (Lahn) – Cölbe – Kirchhain – Stadtallendorf – Neustadt (Hessen) – Treysa | 60 min                                                                                                | 630           | HLB                                | Alstom Coradia Continental (1440)                                                                                                |
| RB 45 (bis 2016: RB 25/35)      | Lahntalbahn/Vogelsbergbahn Netz Lahntal-/Vogelsberg-/Rhönbahn                                                                                           | Limburg an der Lahn – Weilburg – Wetzlar – Gießen – Grünberg – Alsfeld – Lauterbach Nord – Fulda | Limburg an der Lahn – Weilburg – Wetzlar – Gießen – Grünberg – Alsfeld – Lauterbach Nord – Fulda | 60 min                                                                                                | 625           | HLB                                | Alstom Coradia LINT 41 (648, 2648) Alstom Coradia LINT 54 (1622)                                                                 |
| RB 46 (bis 2016: RB 36)         | Lahn-Kinzig-Bahn Netz Wetterau West-Ost | Gießen – Hungen – Nidda – Glauburg-Stockheim – Büdingen – Gelnhausen | Gießen – Hungen – Nidda – Glauburg-Stockheim – Büdingen – Gelnhausen | 60 min                                                                                                | 631           | HLB                                | Alstom Coradia LINT 41 (2648) |
| RB 47 (bis 2016: RB 31)         | Bahnstrecke Friedberg–Mücke Netz Wetterau West-Ost | Friedberg (Hess) – Beienheim – Wölfersheim-Södel | Friedberg (Hess) – Beienheim – Wölfersheim-Södel | 60 min                                                                                                | 632           | HLB                                | Alstom Coradia LINT 41 (2648) |
| RB 48 (bis 2016: RB/SE 32)      | Bahnstrecke Beienheim–Schotten Niddertal-Netz | (Frankfurt Hbf – )Friedberg (Hess) – Beienheim – Nidda 5× täglich bis Frankfurt, davon 4× DB Regio, 1× HLB.                                                                                         | (Frankfurt Hbf – )Friedberg (Hess) – Beienheim – Nidda 5× täglich bis Frankfurt, davon 4× DB Regio, 1× HLB.                                                                                         | 60 min                                                                                                | 632           | DB Regio Mitte (4× tägl.)          | Bombardier Traxx P160 DE ME (245) + Doppelstockwagen                                                                             |
| RB 48 (bis 2016: RB/SE 32)      | Bahnstrecke Beienheim–Schotten Netz Wetterau West-Ost                                                                                                   | (Frankfurt Hbf – )Friedberg (Hess) – Beienheim – Nidda 5× täglich bis Frankfurt, davon 4× DB Regio, 1× HLB.                                                                                         | (Frankfurt Hbf – )Friedberg (Hess) – Beienheim – Nidda 5× täglich bis Frankfurt, davon 4× DB Regio, 1× HLB.                                                                                         | 60 min                                                                                                | 632           | HLB                                | Alstom Coradia LINT 41 (2648) |
| RB 49 (bis 2016: RB 33)         | Bahnstrecke Friedberg–Hanau Mittelhessen-Netz | (Gießen -) Friedberg (Hess) – Nidderau – Hanau Hbf | (Gießen -) Friedberg (Hess) – Nidderau – Hanau Hbf | 30/60 min (Friedberg-Hanau) 2 Zugpaare (Gießen-Friedberg)                                             | 630, 633      | HLB                                | Alstom Coradia Continental (1440)                                                                                                |
| RE 50                           | Kinzigtalbahn Kinzigtal-Netz | Frankfurt Hbf – Offenbach Hbf – Hanau Hbf – Gelnhausen – Wächtersbach – Schlüchtern – Flieden – Fulda (– Bad Hersfeld – Bebra)                                                                      | Frankfurt Hbf – Offenbach Hbf – Hanau Hbf – Gelnhausen – Wächtersbach – Schlüchtern – Flieden – Fulda (– Bad Hersfeld – Bebra)                                                                      | 60 min                                                                                                | 615           | DB Regio Mitte                     | Baureihe 114 + 5-6 Doppelstockwagen Baureihe 146.3 + 5-6 Doppelstockwagen Siemens Vectron Beacon Rail 193 + 5-6 Doppelstockwagen |
| RB 51 (bis 2016: SE 50)         | Kinzigtalbahn Kinzigtal-Netz | Frankfurt Hbf – Offenbach Hbf – Hanau Hbf – Langenselbold – Gelnhausen – Wächtersbach | Frankfurt Hbf – Offenbach Hbf – Hanau Hbf – Langenselbold – Gelnhausen – Wächtersbach | 60 min                                                                                                | 615           | DB Regio Mitte                     | Baureihe 114 + 5-8 Doppelstockwagen Baureihe 146.3 + 5-8 Doppelstockwagen Siemens Vectron Beacon Rail 193 + 5-8 Doppelstockwagen |
| RB 52                           | Rhönbahn Netz Lahntal-/Vogelsberg-/Rhönbahn | Fulda – Lütter – Gersfeld (Rhön) | Fulda – Lütter – Gersfeld (Rhön) | 60 min                                                                                                | 616           | HLB                                | Alstom Coradia LINT 41 (648, 2648) Alstom Coradia LINT 54 (1622)                                                                 |
| RB 53                           | Flieden–Gemünden, Aschaffenburg–Würzburg, Bamberg–Rottendorf E-Netz Würzburg                                                                            | Schlüchtern – Sterbfritz – Jossa – Gemünden (Main) – Würzburg Hbf – Schweinfurt Stadt – Bamberg | Schlüchtern – Sterbfritz – Jossa – Gemünden (Main) – Würzburg Hbf – Schweinfurt Stadt – Bamberg | 060 min (Jossa–Bamberg) 120 min (Schlüchtern–Jossa)                                                   | 801, 800, 810 | DB Regio Bayern                    | Alstom Coradia Continental (440)                                                                                                 |
| RE 54 (bis 2016: RE 55)         | Frankfurt Süd–Aschaffenburg, Aschaffenburg–Würzburg, Bamberg–Rottendorf Main-Spessart-Netz                                                              | Frankfurt Hbf – Frankfurt Süd – Frankfurt Ost – Maintal Ost – Hanau Hbf – Kahl am Main – Aschaffenburg Hbf – Gemünden (Main) – Würzburg Hbf – Bamberg                                               | Frankfurt Hbf – Frankfurt Süd – Frankfurt Ost – Maintal Ost – Hanau Hbf – Kahl am Main – Aschaffenburg Hbf – Gemünden (Main) – Würzburg Hbf – Bamberg                                               | 60 min                                                                                                | 642, 800      | DB Regio Bayern                    | Bombardier Twindexx (445) |
| RE 55                           | Frankfurt–Hanau (südmainisch), Frankfurt Süd–Aschaffenburg, Aschaffenburg–Würzburg (, Bamberg–Rottendorf) Main-Spessart-Netz                            | Frankfurt Hbf – Frankfurt Süd – Offenbach Hbf – Hanau Hbf – Kahl am Main – Aschaffenburg Hbf – Gemünden (Main) – Würzburg Hbf (– Bamberg)                                                           | Frankfurt Hbf – Frankfurt Süd – Offenbach Hbf – Hanau Hbf – Kahl am Main – Aschaffenburg Hbf – Gemünden (Main) – Würzburg Hbf (– Bamberg)                                                           | 120 min                                                                                               | 642, 800      | DB Regio Bayern                    | Bombardier Twindexx (445) |
| RB 56                           | Kahlgrundbahn Kahlgrund-Netz | Hanau Hbf – Großkrotzenburg – Kahl am Main – Alzenau – Schöllkrippen | Hanau Hbf – Großkrotzenburg – Kahl am Main – Alzenau – Schöllkrippen | 60 min                                                                                                | 642           | DB RegioNetz Westfrankenbahn       | Siemens Desiro Classic (642) |
| RB 58 (bis 2016: RB 55)         | Mainbahn, Frankfurt Süd–Aschaffenburg, Aschaffenburg–Würzburg Netz Südhessen-Untermain                                                                  | Rüsselsheim Opelwerk – Frankfurt Flughafen Fernbf – (Frankfurt Hbf) – Frankfurt Süd – Frankfurt Ost – Maintal Ost – Hanau Hbf – Großkrotzenburg – Kahl am Main – Aschaffenburg Hbf – Laufach        | Rüsselsheim Opelwerk – Frankfurt Flughafen Fernbf – (Frankfurt Hbf) – Frankfurt Süd – Frankfurt Ost – Maintal Ost – Hanau Hbf – Großkrotzenburg – Kahl am Main – Aschaffenburg Hbf – Laufach        | 60 min                                                                                                | 640           | HLB                                | Alstom Coradia Continental (1440)                                                                                                |
| RE 59 (bis 2016: RE 55)         | Flughafenschleife Frankfurt, Mainbahn, Frankfurt Süd–Aschaffenburg Netz Südhessen-Untermain                                                             | Frankfurt Flughafen Regionalbf – Frankfurt Süd – Frankfurt Ost – Maintal Ost – Hanau Hbf (– Kahl am Main – Aschaffenburg Hbf)                                                                       | Frankfurt Flughafen Regionalbf – Frankfurt Süd – Frankfurt Ost – Maintal Ost – Hanau Hbf (– Kahl am Main – Aschaffenburg Hbf)                                                                       | 120 min                                                                                               | 640           | HLB                                | Alstom Coradia Continental (1440)                                                                                                |
| RE 60                           | Main-Neckar-Bahn Main-Neckar-Netz | Frankfurt Hbf – Darmstadt Hbf – Bickenbach – Bensheim – Heppenheim – Weinheim Hbf – Mannheim Hbf | Frankfurt Hbf – Darmstadt Hbf – Bickenbach – Bensheim – Heppenheim – Weinheim Hbf – Mannheim Hbf | 60 min                                                                                                | 650           | DB Regio Mitte                     | Bombardier Twindexx (446) |
| RB 61 (bis 2016: RB/SE 61)      | Dreieichbahn Dreieich-Netz | Frankfurt Hbf – Dreieich-Buchschlag – Rödermark Ober-Roden – Dieburg | Frankfurt Hbf – Dreieich-Buchschlag – Rödermark Ober-Roden – Dieburg | 30 min (Buchschlag–Ober Roden) 60 min (Frankfurt–Buchschlag; Ober Roden–Dieburg)                      | 647           | DB Regio Mitte                     | Pesa Link II (632) Pesa Link III (632)                                                                                           |
| RB 66                           | Pfungstadtbahn Odenwald-Netz | Darmstadt Hbf – Darmstadt-Eberstadt – Pfungstadt | Darmstadt Hbf – Darmstadt-Eberstadt – Pfungstadt | 60 min                                                                                                | 650.1         | VIAS                               | Bombardier Itino (615) |
| RB 67 (bis 2016: SE 60)         | Main-Neckar-Bahn Main-Neckar-Netz | Frankfurt Hbf – Darmstadt Hbf – Hähnlein-Alsbach – Bensheim – Heppenheim – Weinheim – Neu-Edingen/Friedrichsfeld (Zugteilung)                                                                       | – (Mannheim Hbf /) Schwetzingen (– Hockenheim) | 60 min                                                                                                | 650           | DB Regio Mitte                     | Bombardier Twindexx (446) |
| RB 68 (bis 2016: SE 60)         | Main-Neckar-Bahn Main-Neckar-Netz | Frankfurt Hbf – Darmstadt Hbf – Hähnlein-Alsbach – Bensheim – Heppenheim – Weinheim – Neu-Edingen/Friedrichsfeld (Zugteilung)                                                                       | – Heidelberg Hbf (– Wiesloch-Walldorf) | 60 min                                                                                                | 650           | DB Regio Mitte                     | Bombardier Twindexx (446) |
| RE 70                           | Riedbahn Ried-Netz | Frankfurt Hbf – Riedstadt-Goddelau – Gernsheim – Biblis – Bürstadt – Lampertheim – Mannheim Hbf | Frankfurt Hbf – Riedstadt-Goddelau – Gernsheim – Biblis – Bürstadt – Lampertheim – Mannheim Hbf | 60 min                                                                                                | 655           | DB Regio Mitte                     | Bombardier Twindexx (446) |
| RB 75                           | Rhein-Main-Bahn Netz Südhessen-Untermain | Wiesbaden Hbf – Mainz Hbf – Groß-Gerau – Darmstadt Hbf – Dieburg – Babenhausen – Aschaffenburg Hbf                                                                                                  | Wiesbaden Hbf – Mainz Hbf – Groß-Gerau – Darmstadt Hbf – Dieburg – Babenhausen – Aschaffenburg Hbf                                                                                                  | 60 min                                                                                                | 651           | HLB                                | Alstom Coradia Continental (1440)                                                                                                |
| RE 80 (bis 2016: RE 65)         | Odenwaldbahn Odenwald-Netz | Darmstadt Hbf – Darmstadt Nord – Reinheim – Groß-Umstadt Wiebelsbach – Erbach (Odenwald) | Darmstadt Hbf – Darmstadt Nord – Reinheim – Groß-Umstadt Wiebelsbach – Erbach (Odenwald) | 120 min                                                                                               | 641           | VIAS                               | Bombardier Itino (615) |
| RB 81 (bis 2016: RB 65)         | Odenwaldbahn Odenwald-Netz | Darmstadt Hbf – Darmstadt Nord – Reinheim – Groß-Umstadt Wiebelsbach – Erbach (Odenwald) – Eberbach                                                                                                 | Darmstadt Hbf – Darmstadt Nord – Reinheim – Groß-Umstadt Wiebelsbach – Erbach (Odenwald) – Eberbach                                                                                                 | einzelne Züge                                                                                         | 641           | VIAS                               | Bombardier Itino (615) |
| RB 82 (bis 2016: SE 65)         | Odenwaldbahn Odenwald-Netz | Frankfurt Hbf – Darmstadt Nord – Reinheim – Groß-Umstadt Wiebelsbach – Erbach (Odenwald) – Eberbach                                                                                                 | Frankfurt Hbf – Darmstadt Nord – Reinheim – Groß-Umstadt Wiebelsbach – Erbach (Odenwald) – Eberbach                                                                                                 | 60 min                                                                                                | 641           | VIAS                               | Bombardier Itino (615) |
| RE 85 (bis 2016: RE 64)         | Odenwaldbahn Odenwald-Netz | Frankfurt Hbf – Offenbach Hbf – Hanau Hbf – Babenhausen – Groß-Umstadt Wiebelsbach (– Erbach (Odenwald))                                                                                            | Frankfurt Hbf – Offenbach Hbf – Hanau Hbf – Babenhausen – Groß-Umstadt Wiebelsbach (– Erbach (Odenwald))                                                                                            | 060 min (Frankfurt–Babenhausen) 120 min (Babenhausen–Wiebelsbach) 120 min (Wiebelsbach–Erbach; Sa–So) | 641           | VIAS                               | Bombardier Itino (615) Alstom Coradia LINT 54                                                                                    |
| RB 86 (bis 2016: RB 64)         | Odenwaldbahn Odenwald-Netz | Hanau Hbf – Babenhausen – Groß-Umstadt Wiebelsbach | Hanau Hbf – Babenhausen – Groß-Umstadt Wiebelsbach | 60 min                                                                                                | 641           | VIAS                               | Bombardier Itino (615) Alstom Coradia LINT 54 (622)                                                                              |
| RB 87 (bis 2016: RB 51)         | Bahnstrecke Göttingen–Bebra Nordost-Hessen-Netz | Bebra – Eschwege – Göttingen | Bebra – Eschwege – Göttingen | 60 min                                                                                                | 610           | Cantus                             | Stadler Flirt (427/428) Bombardier Talent 2 (442)                                                                                |
| RB 90                           | Westerwald-Sieg-Bahn Dieselnetz Eifel-Westerwald-Sieg                                                                                                   | Limburg an der Lahn – Hadamar – Wilsenroth – Westerburg – Altenkirchen – Au (Sieg) – Siegen Hbf | Limburg an der Lahn – Hadamar – Wilsenroth – Westerburg – Altenkirchen – Au (Sieg) – Siegen Hbf | 60 min                                                                                                | 461           | HLB                                | Alstom Coradia LINT 27 (640) Alstom Coradia LINT 41 (648, 1648)                                                                  |
| RB 94                           | Obere Lahntalbahn RegioNetz Kurhessen | Marburg (Lahn) – Cölbe – Friedensdorf – Biedenkopf – Wallau (Lahn) – Bad Laasphe – Erndtebrück | Marburg (Lahn) – Cölbe – Friedensdorf – Biedenkopf – Wallau (Lahn) – Bad Laasphe – Erndtebrück | 060 min (Marburg–Bad Laasphe) 120 min (Bad Laasphe–Erndtebrück)                                       | 623           | Kurhessenbahn                      | Siemens Desiro Classic (642) |
| RB 95                           | Sieg-Dill-Bahn Dieselnetz Eifel-Westerwald-Sieg | Dillenburg – Haiger – Dillbrecht – Siegen Hbf | Dillenburg – Haiger – Dillbrecht – Siegen Hbf | 120 min                                                                                               | 445           | HLB                                | Alstom Coradia LINT 27 (640) Alstom Coradia LINT 41 (648, 1648) Alstom Coradia Continental (1440)                                |
| RB 96                           | Hellertalbahn Dieselnetz Eifel-Westerwald-Sieg | Dillenburg – Haiger – Allendorf (Dillkr) – Burbach – Neunkirchen – Betzdorf (Sieg) | Dillenburg – Haiger – Allendorf (Dillkr) – Burbach – Neunkirchen – Betzdorf (Sieg) | 60 min                                                                                                | 462           | HLB                                | Alstom Coradia LINT 41 (1648) |
| RE 97 RB 97 (bis 2016: RB 42)   | Burgwaldbahn, Untere Edertalbahn, Wega–Brilon Wald, Almetalbahn RegioNetz Kurhessen                                                                     | Marburg (Lahn) – Cölbe – Wetter – Münchhausen – Frankenberg (Eder) – Vöhl-Herzhausen – Korbach Hbf – Brilon Wald – Brilon Stadt (Fahrten, die nicht an allen Stationen halten, verkehren als RE 97) | Marburg (Lahn) – Cölbe – Wetter – Münchhausen – Frankenberg (Eder) – Vöhl-Herzhausen – Korbach Hbf – Brilon Wald – Brilon Stadt (Fahrten, die nicht an allen Stationen halten, verkehren als RE 97) | 60 min                                                                                                | 622           | Kurhessenbahn                      | Siemens Desiro Classic (642) |
| RE 98                           | Main-Weser-Express Main-Lahn-Sieg-Netz | Frankfurt Hbf – Friedberg (Hess) – Gießen (Zugteilung) | – Marburg (Lahn) – Treysa – Wabern – Kassel Hbf | 120 min                                                                                               | 630           | HLB                                | Stadler Flirt (429) |
| RE 99                           | Main-Sieg-Express Main-Lahn-Sieg-Netz | Frankfurt Hbf – Friedberg (Hess) – Gießen (Zugteilung) | – Wetzlar – Herborn – Dillenburg – Haiger – Siegen Hbf | 120 min                                                                                               | 630, 445      | HLB                                | Stadler Flirt (429) Alstom Coradia Continental (1440) (nur zw. Gießen und Siegen)                                                |
| S-Bahn Rhein-Main               | | | | |               |                                    | |
| S1                              | Taunus-Eisenbahn, Main-Lahn-Bahn, City-Tunnel Frankfurt, Frankfurt Schlachthof–Hanau, Rodgaubahn Netz Kleyer                                            | Wiesbaden Hbf – Mainz-Kastel – Hochheim – Hattersheim – Frankfurt-Höchst – Frankfurt Hbf (tief) – Offenbach Ost – Rödermark Ober-Roden                                                              | Wiesbaden Hbf – Mainz-Kastel – Hochheim – Hattersheim – Frankfurt-Höchst – Frankfurt Hbf (tief) – Offenbach Ost – Rödermark Ober-Roden                                                              | 30 min (HVZ: Rödermark-Ober Roden – Hochheim 15 min)                                                  | 645.1, 645.2  | DB Regio                           | Baureihe 430 |
| S2                              | Main-Lahn-Bahn, City-Tunnel Frankfurt, Frankfurt Schlachthof–Hanau, Rodgaubahn, Offenbach-Bieber–Dietzenbach Netz S2                                    | Niedernhausen – Hofheim – Frankfurt-Höchst – Frankfurt Hbf (tief) – Offenbach Ost – Dietzenbach Bhf                                                                                                 | Niedernhausen – Hofheim – Frankfurt-Höchst – Frankfurt Hbf (tief) – Offenbach Ost – Dietzenbach Bhf                                                                                                 | 30 min (HVZ: 15 min)                                                                                  | 645.2         | DB Regio                           | Baureihe 423 Baureihe 430 (einzelne Verstärker)                                                                                  |
| S3                              | Limesbahn, City-Tunnel Frankfurt Netz Gallus | Bad Soden am Taunus – Frankfurt-Rödelheim – Frankfurt West – Frankfurt Hbf (tief) – Frankfurt Süd                                                                                                   | Bad Soden am Taunus – Frankfurt-Rödelheim – Frankfurt West – Frankfurt Hbf (tief) – Frankfurt Süd                                                                                                   | 30 min                                                                                                | 645.3         | DB Regio                           | Baureihe 423 |
| S4                              | Kronberger Bahn, City-Tunnel Frankfurt Netz Gallus | Kronberg im Taunus – Frankfurt-Rödelheim – Frankfurt West – Frankfurt Hbf (tief) – Frankfurt Süd | Kronberg im Taunus – Frankfurt-Rödelheim – Frankfurt West – Frankfurt Hbf (tief) – Frankfurt Süd | 30 min                                                                                                | 645.4         | DB Regio                           | Baureihe 430 |
| S5                              | Homburger Bahn, City-Tunnel Frankfurt Netz Gallus | Friedrichsdorf – Bad Homburg – Oberursel – Frankfurt-Rödelheim – Frankfurt West – Frankfurt Hbf (tief) – Frankfurt Süd                                                                              | Friedrichsdorf – Bad Homburg – Oberursel – Frankfurt-Rödelheim – Frankfurt West – Frankfurt Hbf (tief) – Frankfurt Süd                                                                              | 30 min (HVZ: Frankfurt Süd – Bad Homburg 15 min)                                                      | 645.5         | DB Regio                           | Baureihe 423 |
| S6                              | Main-Weser-Bahn, City-Tunnel Frankfurt, Main-Neckar-Bahn Netz Gallus                                                                                    | (Friedberg –) Groß-Karben – Bad Vilbel – Frankfurt West – Frankfurt Hbf (tief) – Frankfurt Süd – Langen (– Darmstadt Hbf)                                                                           | (Friedberg –) Groß-Karben – Bad Vilbel – Frankfurt West – Frankfurt Hbf (tief) – Frankfurt Süd – Langen (– Darmstadt Hbf)                                                                           | 30 min, Bad Vilbel – Frankfurt Süd 15 min (HVZ: Groß Karben – Langen 15 min)                          | 645.6, 650    | DB Regio                           | Baureihe 423 |
| S7                              | Riedbahn Netz Kleyer | Riedstadt-Goddelau – Groß Gerau-Dornberg – Frankfurt Stadion – Frankfurt-Niederrad – Frankfurt Hbf                                                                                                  | Riedstadt-Goddelau – Groß Gerau-Dornberg – Frankfurt Stadion – Frankfurt-Niederrad – Frankfurt Hbf                                                                                                  | 30 min                                                                                                | 655           | DB Regio                           | Baureihe 425 |
| S8                              | Mainbahn, Flughafenschleife Frankfurt, City-Tunnel Frankfurt, Frankfurt Schlachthof–Hanau Netz Kleyer                                                   | Wiesbaden Hbf – Mainz Hbf – Mainz-Bischofsheim – Rüsselsheim – Frankfurt Flughafen Regionalbahnhof – Frankfurt Stadion – Frankfurt-Niederrad – Frankfurt Hbf (tief) – Offenbach Ost (– Hanau Hbf)   | Wiesbaden Hbf – Mainz Hbf – Mainz-Bischofsheim – Rüsselsheim – Frankfurt Flughafen Regionalbahnhof – Frankfurt Stadion – Frankfurt-Niederrad – Frankfurt Hbf (tief) – Offenbach Ost (– Hanau Hbf)   | 30 min                                                                                                | 645.8         | DB Regio                           | Baureihe 430 Baureihe 425 (Nur Verstärker Frankfurt Hbf – Kelsterbach)                                                           |
| S9                              | Taunus-Eisenbahn, Mainbahn, Flughafenschleife Frankfurt, City-Tunnel Frankfurt, Frankfurt Schlachthof–Hanau Netz Kleyer                                 | Wiesbaden Hbf – Mainz-Kastel – Mainz-Bischofsheim – Rüsselsheim – Frankfurt Flughafen Regionalbahnhof – Frankfurt Stadion – Frankfurt-Niederrad – Frankfurt Hbf (tief) – Offenbach Ost – Hanau Hbf  | Wiesbaden Hbf – Mainz-Kastel – Mainz-Bischofsheim – Rüsselsheim – Frankfurt Flughafen Regionalbahnhof – Frankfurt Stadion – Frankfurt-Niederrad – Frankfurt Hbf (tief) – Offenbach Ost – Hanau Hbf  | 30 min                                                                                                | 645.9         | DB Regio                           | Baureihe 430 |
| S-Bahn Rhein-Neckar             | | | | |               |                                    | |
| S 6                             | Main-Neckar-Bahn, Bahnstrecke Mainz–Mannheim | (Bensheim – Weinheim Hbf –) Mannheim Hbf – Ludwigshafen (Rhein) Hbf – Frankenthal Hbf – Worms Hbf – Mainz-Laubenheim – Mainz Hbf (– Wiesbaden Hbf)                                                  | (Bensheim – Weinheim Hbf –) Mannheim Hbf – Ludwigshafen (Rhein) Hbf – Frankenthal Hbf – Worms Hbf – Mainz-Laubenheim – Mainz Hbf (– Wiesbaden Hbf)                                                  | | 650, 660      | DB Regio Mitte                     | Siemens Mireo (463) Baureihe 425 (ein Umlauf)                                                                                    |

Bei der S-Bahn werden nur die bedeutenden Stationen, Verknüpfungspunkte bzw. Endhaltestellen von Zügen, die nicht die volle Streckenlinie bedienen, genannt. Vollständige Beschreibungen sind in der Liste der Linien der S-Bahn Rhein-Main zu finden.
Die klein geschriebenen Stationen liegen außerhalb des Verbundgebietes, sind teilweise aber im Rahmen von Übergangstarifen auch mit RMV-Fahrscheinen erreichbar. In jeder Verbindung ist die letzte im Verbundgebiet liegende Station genannt. Orte in Klammern werden nur von einigen Fahrten (meist zur Hauptverkehrszeit) bedient. Allerdings gibt es einige weitere Strecken bzw. Stationen – vor allem in Mainz –, die keine Strecken des RMV sind bzw. an denen keine RMV-Züge halten, die sehr wohl aber mit RMV-Fahrscheinen noch erreichbar sind.
Im Gegensatz zu allen anderen S-Bahnen ist der Rhein-Main-Verkehrsverbund bei der Vergabe der Linie S 6 der S-Bahn Rhein-Neckar nicht beteiligt. Diese Linie ist wegen der teilweisen Lage im Tarifgebiet 65 (Wiesbaden/Mainz) des RMV und des Übergangstarifs zum Rhein-Nahe-Nahverkehrsverbund (RNN) abschnittsweise mit Fahrscheinen des RMV nutzbar.
Siehe auch: Eisenbahnverkehr in Frankfurt am Main

## Ehemalige Linien
| Linie                   | Linienname / Strecke Ausschreibungsnetz      | Linienweg | KBS             | Betreiber                          | Fahrzeuge im Regelbetrieb | Einstellung |
| ----------------------- | -------------------------------------------- | --- | --------------- | ---------------------------------- | ------------------------- | --- |
| S3                      | Sodener Bahn                                 | Frankfurt-Höchst – Bad Soden (Taunus) – Frankfurt Hbf – Frankfurt Süd (Kürzung der ursprünglichen Strecke; Abschnitt Bad Soden – Frankfurt Hbf – Frankfurt Süd und später weiter bis Darmstadt Hbf wird unverändert von der S3 bedient) | 645.3, 643      | DB Regio                           | 420                       | 1997 als RB 13 (heute RB 11) von der Frankfurt-Königsteiner Eisenbahn übernommen                                                                            |
| RB 11 (bis 2016: RB 13) | Sodener Bahn Taunus-Netz                     | Frankfurt-Höchst – Bad Soden am Taunus | 643             | Regionalverkehre Start Deutschland | Alstom Coradia iLINT      | Im Zuge des Umbaus für die Regionaltangente West durch Expressbus X11 abgelöst                                                                              |
| RB 44                   | Aar-Salzböde-Bahn                            | Herborn (Dillkr) – Hartenrod – Gladenbach – Niederwalgern | 624             | DB Regio                           | 215/216 + n-Wagen, 628    | 1995 zwischen Hartenrod und Niederwalgern, 2001 zwischen Herborn und Hartenrod abbestellt; Reaktivierung im Abschnitt Hartenrod–Niederwalgern in Diskussion |
| RB 44                   | Main-Neckar-Bahn, Bahnstrecke Mainz–Mannheim | (Bensheim – Weinheim Hbf –) Mannheim Hbf – Ludwigshafen (Rhein) Hbf – Frankenthal Hbf – Worms Hbf – Nierstein – Mainz Hbf | 650, 660        | DB Regio Mitte                     | 425                       | am 10. Juni 2018 durch Linie S 6 der S-Bahn Rhein-Neckar ersetzt                                                                                            |
| RB 63                   | Rhein-Main-Bahn                              | Darmstadt Hbf – Dieburg – Babenhausen – Aschaffenburg Hbf | 651             | DB Regio                           | 111/143 + n-Wagen         | heute Teil der Linie RB 75 |
| RE 80                   | Linke Rheinstrecke                           | Frankfurt Hbf – Frankfurt Flughafen Regionalbahnhof – Rüsselsheim – Mainz Hbf –Saarbrücken / Koblenz | 471, 680        | DB Regio                           | 110/141 + n-Wagen, 612    | heute unter den Bezeichnungen „RE 2“ und „RE 3“ geführt |
| SE 80                   | Rechte und linke Rheinstrecke                | Koblenz Hbf –Lorchhausen – Rüdesheim – Wiesbaden Hbf – Mainz Hbf – Rüsselsheim – Frankfurt Flughafen Regionalbahnhof – Frankfurt Hbf (nur Montag bis Freitag)                                                                           | 466, 645.8      |                                    | 110/141 + n-Wagen         | heute teilweise RB 10 bzw. RE 2/3; keine durchgehenden Verbindungen aus dem Rheingau nach Mainz und zum Flughafen mehr                                      |
| RE 90                   | Bahnstrecke Frankfurt–Hanau                  | Wiesbaden Hbf – Mainz-Kastel – Rüsselsheim – Frankfurt Flughafen Regionalbahnhof – Frankfurt (Main) Süd – Hanau Hbf | 645.1, 471, 615 |                                    | 111 + Modus-Wagen         | Betrieb von 1995 bis 1999; heute größtenteils Bestandteil der Linien RB58 und S 9                                                                           |